# Járóföld (televíziós sorozat)
A Járóföld színes, 24 részes magyar ismeretterjesztő filmsorozat, ami 1996–1997-ben futott először a Magyar Televízió műsorán. A sorozatban különböző, általában kevésbé ismert magyarországi tájak természeti, néprajzi, kulturális és turisztikai nevezetességeit, valamint az adott környék különböző kirándulási lehetőségeit mutatják be.

## Stáb
- Író, rendező: Bakos Katalin, Gyenes Károly
- Szerkesztő: Gyenes Károly, Herczeg Tibor, Muladi György
- Zenei szerkesztő: Herczeg László
- Operatőr: Ágoston Gábor, Kele Andor, Borbás Tamás, Kiss Mihály, Stenszky Gyula
- Vágó: Laczkovich Attila, Tóth András, Tóth Csaba, Tóth Sándor, Jeszenszky Ágnes, Tompulosz Aposztolisz
- Hangmérnök: Faludi Sándor
- Rendező asszisztens: Heincz László, Sáfrány József, Hajnal Péter
- Gyártásvezető: Halák Miklós
- Felvételvezető: Németh Tibor
- Narrátor, riporter: Gyenes Károly
- Geológus: Dr. Juhász Árpád

## Epizódok

### 1996
| Epizódszám | Cím                        | Első sugárzás        | Eredeti adó |
| ---------- | -------------------------- | -------------------- | ----------- |
| 1.         | Három falu a Mátrában      | 1996. január 23.     | M2          |
| 2.         | Az Aranyborjú feje         | 1996. február 23.    | M2          |
| 3.         | Vizek és kövek a Bükkalján | 1996. március 26.    | M2          |
| 4.         | Királyi vadaskertek        | 1996. április 23.    | M2          |
| 5.         | Odalenn délen: Siklós      | 1996. május 28.      | M2          |
| 6.         | Odalenn délen: Villány     | 1996. június 25.     | M2          |
| 7.         | A Szigetközben 1.          | 1996. július 17.     | M2          |
| 8.         | A Szigetközben 2.          | 1996. augusztus 27.  | M2          |
| 9.         | A Körös körül 1.           | 1996. szeptember 24. | M2          |
| 10.        | A Körös körül 2.           | 1996. október 22.    | M2          |
| 11.        | Somló királynő             | 1996. november 26.   | M2          |
| 12.        | Egy kis Nógrád…            | 1996. december 23.   | M2          |

### 1997
| Epizódszám | Cím                                              | Első sugárzás        | Eredeti adó |
| ---------- | ------------------------------------------------ | -------------------- | ----------- |
| 13.        | Az Ormánságban 1.: A Laki-hídon innen…           | 1997. február 16.    | M2          |
| 14.        | Az Ormánságban 2.: Apró falvak Vajszló környékén | 1997. március 2.     | M2          |
| 15.        | Az Ormánságban 3.: …ameddig a Bikla ér…          | 1997. március 30.    | M2          |
| 16.        | Velencei tóvidék                                 | 1997. április 26.    | M2          |
| 17.        | Velencei hegyvidék                               | 1997. május 31.      | M2          |
| 18.        | Gulyások és sárkovácsok                          | 1997. június 28.     | M2          |
| 19.        | Tájak találkozása a Tiszántúlon                  | 1997. augusztus 2.   | M2          |
| 20.        | A Tisza-tó bal partján                           | 1997. augusztus 30.  | M2          |
| 21.        | A Tisza-tó jobb partján                          | 1997. szeptember 21. | M2          |
| 22.        | Ősszel is: Balaton                               | 1997. október 25.    | M1          |
| 23.        | A Zsámbéki-medence                               | 1997. november 22.   | M1          |
| 24.        | Pannon halmok                                    | 1997. december 20.   | M1          |

## Külső hivatkozások
- PORT.hu
- IMDb.com
- FilmKatalógus.hu